# Колињани
Колињани (слч. Kolíňany) насељено је мјесто са административним статусом сеоске општине (слч. obec) у округу Њитра, у Њитранском крају, Словачка Република.

## Становништво
| Година:    | 1994. | 2004.   | 2014.   | 2024.   |
| ---------- | ----- | ------- | ------- | ------- |
| Број људи: | 1408  | 1465    | 1606    | 1558    |
| Разлика:   |       | +4,04 % | +9,62 % | -2,98 % |

| Година:    | 2023. | 2024.   |
| ---------- | ----- | ------- |
| Број људи: | 1555  | 1558    |
| Разлика:   |       | +0,19 % |

Према подацима о броју становника из 2011. године насеље је имало 1.577 становника.